# Sophie Menter
Sophie Menter (født 29. juli 1846 i München, død 23. februar 1918 i Stockdorf ved München) var en tysk pianistinde. Hun var datter af violoncellisten Joseph Menter.
Sophie Menter studerede først ved konservatoriet i sin fødeby, senere under Tausig og Liszt, og udviklede sig til en første rangs virtuos, hvis overlegne teknik og varme, fuldblodige temperament stiller hende i klasse med de ypperste klaverheroer. I 1872 giftede hun sig med violoncellisten David Popper, fra hvem hun senere blev skilt; 1886 blev hun ansat som lærerinde ved konservatoriet i Sankt Petersburg. På sine mange koncertrejser besøgte hun 1882, 1885 og 1892 København.